# Johanna Schnarf

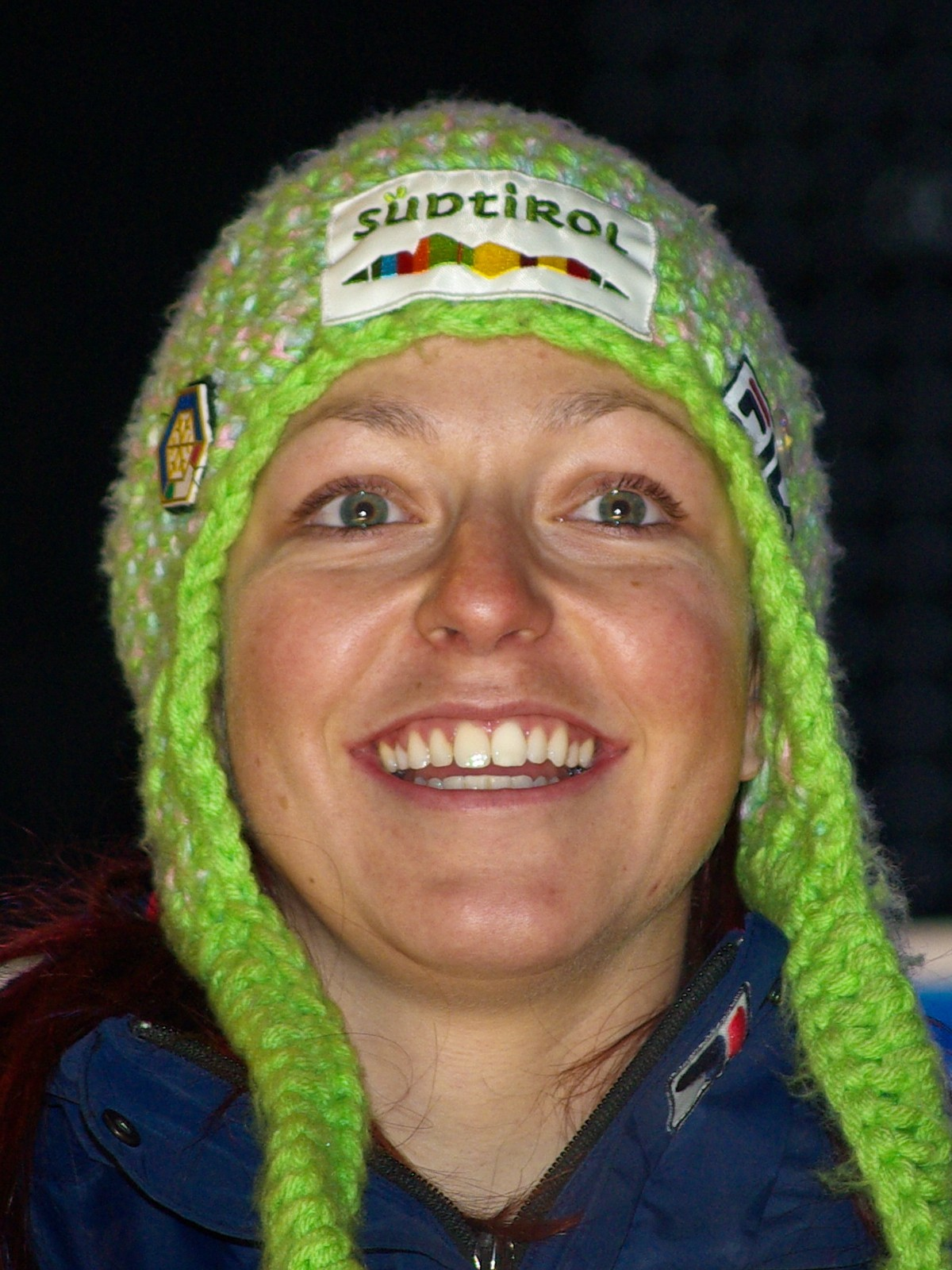
Johanna Schnarf.

Johanna Schnarf nació el 16 de septiembre de 1984 en Bresanona (Italia). Es una esquiadora que tiene un pódium en la Copa del Mundo de Esquí Alpino.

## Resultados

### Juegos Olímpicos de Invierno
- 2010 en Vancouver, Canadá
  - Super Gigante: 4.ª
  - Combinada: 8.ª
  - Descenso: 22.ª

### Campeonatos Mundiales
- 2007 en Åre, Suecia
  - Super Gigante: 17.ª
  - Combinada: 17.ª
- 2009 en Val-d'Isère, Francia
  - Combinada: 6.ª
- 2011 en Garmisch-Partenkirchen, Alemania
  - Combinada: 8.ª
  - Descenso: 21.ª
  - Super Gigante: 23.ª
- 2015 en Vail/Beaver Creek, Estados Unidos
  - Descenso: 28.ª

### Copa del Mundo

#### Clasificación general Copa del Mundo
- 2005-2006: 83.ª
- 2006-2007: 64.ª
- 2007-2008: 75.ª
- 2008-2009: 67.ª
- 2009-2010: 28.ª
- 2010-2011: 23.ª
- 2011-2012: 27.ª
- 2013-2014: 77.ª
- 2014-2015: 54.ª

#### Clasificación por disciplinas (Top-10)
- 2009-2010:
  - Combinada: 9.ª
- 2010-2011:
  - Combinada: 10.ª
- 2015-2016:
  - Combinada: 7.ª
  - Super Gigante: 9.ª